# Зажигание огня
Человек освоил огонь не менее 1 млн лет назад — ещё до формирования вида Homo sapiens. Изначально это был огонь от случайного пожара, впоследствии научились и зажигать огонь искусственно.
Первым способом зажигания огня, освоенным людьми, было добывание огня трением одним куском дерева о другой. В разных вариантах этот способ существовал практически везде, где жили люди. При этом применялось три способа: сверление, пиление и проведение борозды. Позднее были изобретены огнива, действующие по принципу удара камня о камень или металла о металл. Искры при ударе давал, в частности, минерал пирит, откуда и происходит его название (от др.-греч. πῦρ «огонь, жар»), а также кремень.
Трут, кремень и огниво (кресало) вошли в быт многих народов. Археологи по сей день находят кресала самых разнообразных форм и предпринимаются многочисленные попытки систематизировать эти кресала и составить карты их распространения. Саамы иногда и в наши дни используют кресало, кремень и сухой ягель, чтобы разводить огонь, а спички при этом носят с собой на всякий случай.
Для зажигания огня с помощью солнечных лучей применялись линзы.
Чтобы разжечь костёр или печь, зажечь свечу, требовалось превратить тление в горение, что достаточно трудно. Для этого применяли серники (серные спички) — лучинки, обмакнутые в расплавленную, а потом затвердевшую серу.
Обычно в печи всегда оставляли тлеющие угли. Их также можно было попросить у соседей. Можно также было использовать негасимый огонь в масляной лампадке под иконой.
В 1823 году немецкий химик Иоганн Вольфганг Дёберейнер сконструировал «водородное огниво», в котором струя водорода, получаемого действием цинка на раствор серной кислоты, направлялась на мелкодисперсную платину и загоралась. Это устройство пользовалось определённым спросом, но оно было громоздким и непереносным.
В 1831 году французский студент Шарль Сориа придумал намазывать на деревянные палочки смесь из белого фосфора, бертолетовой соли, растительной камеди и некоторых добавок. Достаточно было чиркнуть такой палочкой о любую шероховатую поверхность, как происходило воспламенение. Так появились первые спички. Однако фосфорные спички были чрезвычайно опасны (как с точки зрения пожаробезопасности, так и ввиду высокой ядовитости фосфора) и были поэтому в итоге запрещены почти во всех странах (в Российской империи — в 1875 году). В 1848 году были изобретены так называемые безопасные (они же шведские) спички, массовое производство которых было налажено в 1860-х годах в Швеции.
В XX веке появились бензиновые, газовые, а затем и пьезоэлектрические зажигалки.